# بشت رود (كورك وناريتش)
بشت رود (بالفارسية: پشت‌رود) هي قرية تقع في إيران في البلدة المركزية. يقدر عدد سكانها بـ 2,062 نسمة .